# ارین هملین
ارین هملین (انگلیسی: Erin Hamlin؛ زادهٔ november ۱۹, ۱۹۸۶ (۳۸ سال)) ورزشکار لژسواری اهل ایالات متحده آمریکا است.
وی در مسابقات کشوری و بین‌المللی در مجموع برندهٔ ۲ مدال طلا، ۲ مدال نقره، ۱ مدال برنز شده‌است.